# Schmidt-Bleibtreu-Straße 35 (Mönchengladbach)

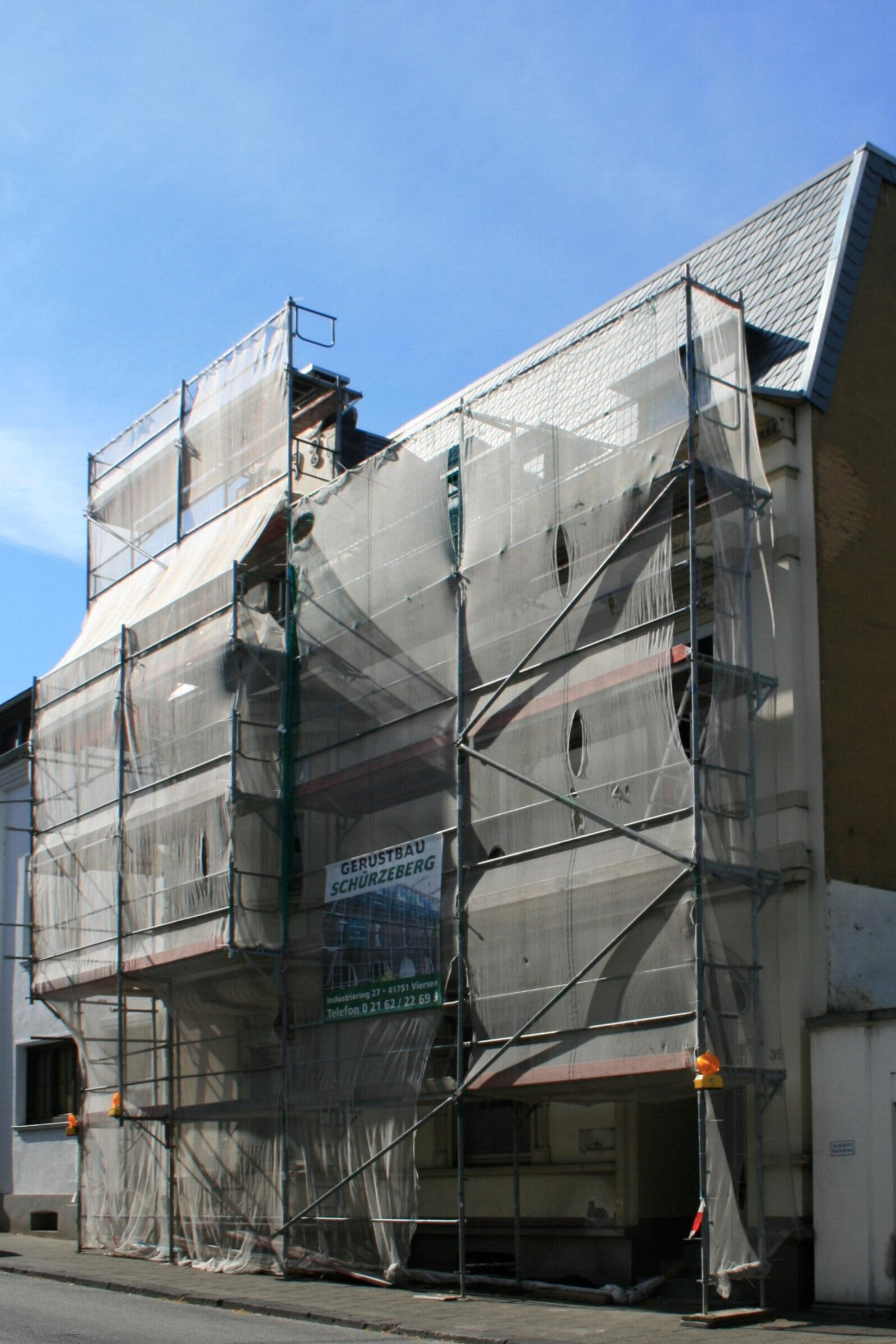
Wohnhaus

Das Wohnhaus Schmidt-Bleibtreu-Straße 35 steht im Stadtteil Odenkirchen in Mönchengladbach (Nordrhein-Westfalen).
Das Gebäude wurde 1898 erbaut. Es ist unter Nr. S 025 am 15. Dezember 1987 in die Denkmalliste der Stadt Mönchengladbach eingetragen worden.

## Architektur
Die Schmidt-Bleibtreu-Straße liegt im Stadtteil Odenkirchen. Haus Nr. 35 liegt innerhalb einer gründerzeitliche Wohnhauszeile, die partiell von Nachkriegsbauten durchsetzt wird. Im Zusammenhang mit dem Altbestand der gegenüberliegenden Straßenseite übernimmt es als Teil eines Ensembles eine nicht unwesentliche stadtbildnerische Funktion.
Es handelt sich um ein zweigeschossiges Wohnhaus von drei ungleichwerten Fensterachsen. Das im Jahre 1898 erbaute Haus schließt mit einem ausgebauten Mansarddach ab. Das Objekt ist im Zusammenhang mit dem Altbestand der gegenüberliegenden Straßenseite, aus ortsgeschichtlichen und architektonischen Gründen schützenswert.